# Contea di Stafford (Kansas)
La contea di Stafford in inglese Stafford County è una contea dello Stato del Kansas, negli Stati Uniti. La popolazione al censimento del 2000 era di 4 789 abitanti. Il capoluogo di contea è St. John